# Gare de Shédiac
La gare de Shédiac est une gare ferroviaire canadienne, fermée, de la ligne de Saint-Jean à Pointe-du-Chêne. Elle est située à Shédiac, au Nouveau-Brunswick. 
Mise en service en 1906, elle est fermée en 1959. Reconnue gare ferroviaire patrimoniale du Canada en 2005, elle est totalement, en 2015, rénovée et réaménagée en musée.

## Situation ferroviaire
La gare de Shédiac était située sur la ligne de Saint-Jean à Pointe-du-Chêne, entre les gares de Scoudouc et de Pointe-du-Chêne.

## Histoire
La gare de Shédiac est mise en service en 1906 par la Compagnie des chemins de fer nationaux du Canada.
La gare est fermée en 1959.

## Patrimoine ferroviaire
C'est un édifice de style Arts & Crafts construit en 1906 sur la Ligne de Saint-Jean à Pointe-du-Chêne par la Compagnie des chemins de fer nationaux du Canada. C'est un édifice en pierres taillées caractérisé par sa volumétrie simple, avec un toit en croupe dont les avant-toits débordent sur chaque côté et sont soutenus par des consoles décoratives en bois. La gare a été conçue par l'architecte acadien Albert Sincennes. 
Après avoir été fermée pendant quatre années, la gare de Shédiac est remise en état, pour un coût de 400 000 $ réaménagée en musée et salle de spectacle pour les artistes locaux. Elle est rouverte en octobre 2015.